# Amblyseius bhadrakshae
Amblyseius bhadrakshae är en spindeldjursart som beskrevs av Sadanandan och K. Ramani 2006. Amblyseius bhadrakshae ingår i släktet Amblyseius och familjen Phytoseiidae. Inga underarter finns listade i Catalogue of Life.